# 鲁托
鲁托（法語：Routot，法語發音：[ʁuto]）是法国厄尔省的一个市镇，位于该省西北部，属于贝尔奈区。

## 地理
鲁托（49°22'41"N, 0°44'5"E）面积6.61 平方千米，位于法国诺曼底大区厄尔省，该省份为法国北部内陆省份，北起滨海塞纳省，西接奧恩省和卡爾瓦多斯省，南至厄尔-卢瓦省，东临瓦兹省、瓦兹河谷省和伊夫林省。
与鲁托接壤的市镇（或旧市镇、城区）包括：埃蒂尔克赖、欧维尔、拉艾欧布雷、拉艾德鲁托、鲁日蒙捷。

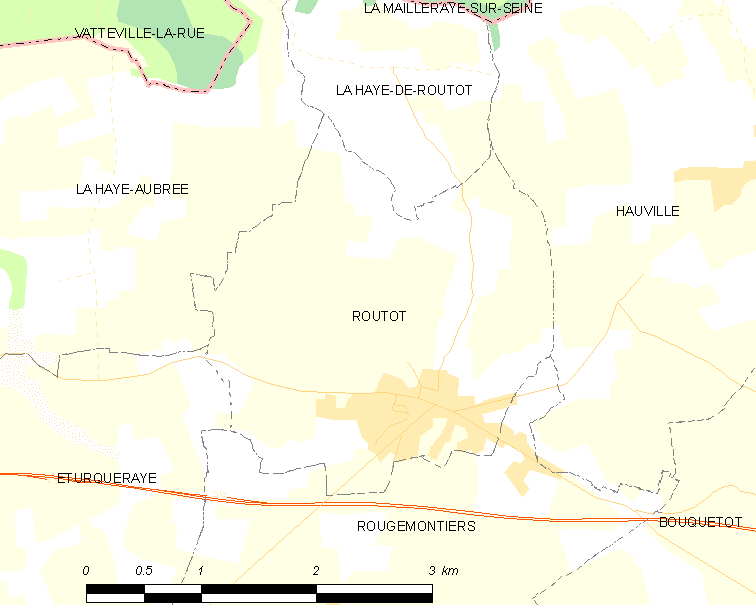
鲁托的OSM定位图

鲁托的时区为UTC+01:00、UTC+02:00（夏令时）。

## 行政
鲁托的邮政编码为27350，INSEE市镇编码为27500。

## 政治
鲁托所属的省级选区为阿沙尔堡县。

## 人口

1962-2008年间鲁托人口变化图示

鲁托于2022年1月1日时的人口数量为1659人。